# بروک بنتون
بروک بنتون (انگلیسی: Brook Benton؛ ۱۹ سپتامبر ۱۹۳۱ – ۹ آوریل ۱۹۸۸) یک موسیقی‌دان اهل ایالات متحده آمریکا بود.